# Lliga espanyola de voleibol masculina
La Lliga espanyola de voleibol masculina, denominada com Superlliga Masculina de volebol, és una competició esportiva de clubs de voleibol espanyols, creada la temporada 1964-65. De caràcter anual, està organitzada per la Reial Federació Espanyola de Voleibol. Hi participen dotze equips que disputen una primera fase en format de lligueta a doble partit. Els vuit primers classificats accedeixen a la segona fase que es disputa en format de play-offs i que determina el campió de la competició. L'equip guanyador té dret a competir a Lliga de Campions de la CEV i la Supercopa d'Espanya de la temporada següent.
Fins a la dècada del 1980, els dominadors de la competició foren els equips catalans i madrilenys, destacant el Reial Madrid i l'Atlètic de Madrid, amb set i cinc títols respectivament. Aquest domini finalitzà amb l'aparició del Club Voleibol Son Amar que aconseguí set títols entre 1981 i 1989. Amb la reestructuració de la competició la temporada 1989-90, hi aparegueren nous clubs de voleibol que dominaren el torneig, destacant el Club Voleibol Calvo Sotelo, amb cinc lligues consecutives entre 1990 i 1994, el Club Voleibol Almería, dominador històric de la competició amb dotze títols, i el Club Voleibol Teruel, que ha aconseguit set lligues des de 2009.

## Palmarès
| En negreta = Equip guanyador (1) = Nombre de títols Nota: Noms dels equips segons l'època |

| Edició                        | Temporada                 | Campió                                                     | Resultat                                                   | Subcampió                                                  | refs.                     |
| Primera Divisió Masculina     | Primera Divisió Masculina | Primera Divisió Masculina                                  | Primera Divisió Masculina                                  | Primera Divisió Masculina                                  | Primera Divisió Masculina |
| ----------------------------- | ------------------------- | ---------------------------------------------------------- | ---------------------------------------------------------- | ---------------------------------------------------------- | ------------------------- |
| I                             | 1964-65                   | Picadero-Damm JC (1)                                       | lligueta                                                   | Reial Madrid CF                                            |                           |
| II                            | 1965-66                   | Picadero-Damm JC (2)                                       | lligueta                                                   | Club Ferroviarios Langreo                                  |                           |
| III                           | 1966-67                   | CE Hispano Francès (1)                                     | lligueta                                                   | Universitat Laboral Tarragona                              |                           |
| IV                            | 1967-68                   | CE Hispano Francès (2)                                     | lligueta                                                   | Picadero-Damm JC                                           |                           |
| V                             | 1968-69                   | Club Atlètic de Madrid (1)                                 | lligueta                                                   | CE Hispano Francès                                         |                           |
| VI                            | 1969-70                   | Club Atlètic de Madrid (2)                                 | lligueta                                                   | Picadero-Damm JC                                           |                           |
| VII                           | 1970-71                   | Club Atlètic de Madrid (3)                                 | lligueta                                                   | Reial Madrid                                               |                           |
| VIII                          | 1971-72                   | Reial Madrid (1)                                           | lligueta                                                   | Club Atlètic de Madrid                                     |                           |
| IX                            | 1972-73                   | CE Hispano Francès (3)                                     | lligueta                                                   | Club Atlètic de Madrid                                     |                           |
| X                             | 1973-74                   | Club Atlètic de Madrid (4)                                 | lligueta                                                   | Reial Madrid                                               |                           |
| XI                            | 1974-75                   | Club Atlètic de Madrid (5)                                 | lligueta                                                   | Reial Madrid                                               |                           |
| XII                           | 1975-76                   | Reial Madrid (2)                                           | lligueta                                                   | Club Atlètic de Madrid                                     |                           |
| XIII                          | 1976-77                   | Reial Madrid (3)                                           | lligueta                                                   | Club Atlètic de Madrid                                     |                           |
| XIV                           | 1977-78                   | Reial Madrid (4)                                           | lligueta                                                   | CV Sant Cugat                                              |                           |
| XV                            | 1978-79                   | Reial Madrid (5)                                           | lligueta                                                   | CV Sant Cugat                                              |                           |
| XVI                           | 1979-80                   | Reial Madrid (6)                                           | lligueta                                                   | CV Sant Cugat                                              |                           |
| XVII                          | 1980-81                   | CV Son Amar (1)                                            | lligueta                                                   | Reial Madrid                                               | [ 1 ]                     |
| XVIII                         | 1981-82                   | CV Son Amar (2)                                            | lligueta                                                   | Reial Madrid                                               | [ 2 ]                     |
| XIX                           | 1982-83                   | Reial Madrid (7)                                           | lligueta                                                   | CV Son Amar                                                |                           |
| Divisió d'Honor Masculina     |                           |                                                            |                                                            |                                                            |                           |
| XX                            | 1983-84                   | CV Son Amar (3)                                            | lligueta                                                   | CV Sanitas                                                 |                           |
| XXI                           | 1984-85                   | CV Salesianos Atocha (1)                                   | lligueta                                                   | CV Sanitas                                                 |                           |
| XXII                          | 1985-86                   | CV Son Amar (4)                                            | lligueta                                                   | CV Sanitas                                                 |                           |
| XXIII                         | 1986-87                   | CV Son Amar (5)                                            | lligueta                                                   | CV Salesianos Atocha                                       |                           |
| XXIV                          | 1987-88                   | CV Son Amar (6)                                            | lligueta                                                   | CV Gran Canaria                                            |                           |
| XXV                           | 1988-89                   | CV Son Amar (7)                                            | lligueta                                                   | CV Gran Canaria                                            |                           |
| Superlliga Voleibol Masculina |                           |                                                            |                                                            |                                                            |                           |
| XXVI                          | 1989-90                   | CV Constructora Atlántica (1)                              | lligueta                                                   | ACE Bombers ONCE                                           |                           |
| XXVII                         | 1990-91                   | CV Gran Canaria (2)                                        | lligueta                                                   | CV Palma                                                   |                           |
| XXVIII                        | 1991-92                   | CV Gran Canaria (3)                                        | lligueta                                                   | CV Andorra                                                 |                           |
| XXIX                          | 1992-93                   | CV Gran Canaria (4)                                        | lligueta                                                   | CV Unicaja                                                 |                           |
| XXX                           | 1993-94                   | CS Gran Canaria (5)                                        | lligueta                                                   | CV Grupo Duero                                             |                           |
| XXXI                          | 1994-95                   | CV Grupo Duero (1)                                         | lligueta                                                   | CS Gran Canaria                                            |                           |
| XXXII                         | 1995-96                   | CV Caja Salamanca y Soria (2)                              | lligueta                                                   | CS Gran Canaria                                            |                           |
| XXXIII                        | 1997-97                   | CV Unicaja Almería (1)                                     | lligueta                                                   | CV Caja Salamanca y Soria                                  |                           |
| XXXIV                         | 1997-98                   | CV Unicaja Almería (2)                                     | lligueta                                                   | CV Guagas Las Palmas                                       |                           |
| XXXV                          | 1998-99                   | CV Numancia Caja Duero (1)                                 | lligueta                                                   | CV Guagas Las Palmas                                       |                           |
| XXXVI                         | 1999-00                   | CV Unicaja Almería (3)                                     | lligueta                                                   | CV Numancia Caja Duero                                     |                           |
| XXXVII                        | 2000-01                   | CV Unicaja Almería (4)                                     | lligueta                                                   | CV Numancia Caja Duero                                     |                           |
| XXXVIII                       | 2001-02                   | CV Unicaja Almería (5)                                     | lligueta                                                   | CV Guagas Las Palmas                                       |                           |
| XXXIX                         | 2002-03                   | CV Unicaja Almería (6)                                     | lligueta                                                   | Arona Tenerife Sur                                         |                           |
| XL                            | 2003-04                   | CV Unicaja Almería (7)                                     | lligueta                                                   | CV Numancia Caja Duero                                     |                           |
| XLI                           | 2004-05                   | CV Unicaja Almería (8)                                     | lligueta                                                   | Son Amar Palma                                             |                           |
| XLII                          | 2005-06                   | Son Amar Palma (1)                                         | 3-1                                                        | Numancia Voleibol                                          | [ 3 ]                     |
| XLIII                         | 2006-07                   | Drac Palma CV Portol (2)                                   |                                                            | Unicaja Arukasur                                           |                           |
| XLIV                          | 2007-08                   | Drac Palma CV Portol (3)                                   |                                                            | Unicaja Arukasur                                           |                           |
| XLV                           | 2008-09                   | CAI Voleibol Teruel (1)                                    | 3-0                                                        | Unicaja Almería                                            |                           |
| XLVI                          | 2009-10                   | CAI Voleibol Teruel (2)                                    |                                                            | Unicaja Almería                                            |                           |
| XLVII                         | 2010-11                   | CAI Voleibol Teruel (3)                                    |                                                            | Unicaja Almería                                            |                           |
| XLVIII                        | 2011-12                   | Caja 3 Voleibol Teruel (4)                                 | 3-0                                                        | Unicaja Almería                                            | [ 4 ]                     |
| XLIX                          | 2012-13                   | Unicaja Almería (9)                                        | 3-0                                                        | CAI Voleibol Teruel                                        | [ 5 ]                     |
| L                             | 2013-14                   | CAI Voleibol Teruel (5)                                    | 3-2                                                        | Unicaja Almería                                            | [ 6 ]                     |
| LI                            | 2014-15                   | Unicaja Almería (10)                                       | 3-1                                                        | CAI Voleibol Teruel                                        | [ 7 ]                     |
| LII                           | 2015-16                   | Unicaja Almería (11)                                       | 3-2                                                        | CAI Voleibol Teruel                                        | [ 8 ]                     |
| LIII                          | 2016-17                   | Ca'n Ventura Palma (1)                                     | 3-0                                                        | Unicaja Almería                                            | [ 9 ]                     |
| LIV                           | 2017-18                   | CV Teruel (6)                                              | 3-0                                                        | Unicaja Almería                                            | [ 10 ]                    |
| LV                            | 2018-19                   | CV Teruel (7)                                              | 3-0                                                        | Unicaja Almería                                            | [ 11 ]                    |
| LVI                           | 2019-20                   | Edició cancel·lada pel risc públic de contagi del COVID-19 | Edició cancel·lada pel risc públic de contagi del COVID-19 | Edició cancel·lada pel risc públic de contagi del COVID-19 | [ 12 ]                    |
| LVII                          | 2020-21                   | CV Guaguas (1)                                             |                                                            | Unicaja Almería                                            | [ 13 ]                    |
| LVIII                         | 2021-22                   | Unicaja Almería (12)                                       | 3-0                                                        | Melilla Sport Capital                                      | [ 14 ]                    |
| LIX                           | 2022-23                   | CV Guaguas (2)                                             | 3-0                                                        | Río Duero Soria                                            | [ 15 ]                    |

## Historial
| Equip                           | Campió | Subcampió | Finals | Anys campió                                                                                                | Anys subcampió                                                                                             |
| ------------------------------- | ------ | --------- | ------ | --- | --- |
| Club Voleibol Almería           | 12     | 12        | 24     | 1996-97, 1997-98, 1999-00, 2000-01, 2001-02, 2002-03, 2003-04, 2004-05, 2012-13, 2014-15, 2015-16, 2021-22 | 1992-93, 2006-07, 2007-08, 2008-09, 2009-10, 2010-11, 2011-12, 2013-14, 2016-17, 2017-18, 2018-19, 2020-21 |
| Reial Madrid                    | 7      | 6         | 13     | 1971-72, 1975-76, 1976-77, 1977-78, 1978-79, 1979-80, 1982-83                                              | 1964-65, 1970-71, 1973-74, 1974-75, 1980-81, 1981-82                                                       |
| Club Voleibol Teruel            | 7      | 3         | 10     | 2008-09, 2009-10, 2010-11, 2011-12, 2013-14, 2017-18, 2018-19                                              | 2012-13, 2014-15, 2015-16                                                                                  |
| Club Voleibol Son Amar          | 7      | 2         | 9      | 1980-81, 1981-82, 1983-84, 1985-86, 1986-87, 1987-88, 1988-89                                              | 1982-83, 1990-91                                                                                           |
| Club Voleibol Calvo Sotelo      | 5      | 7         | 12     | 1989-90, 1990-91, 1991-92, 1992-93, 1993-94                                                                | 1987-88, 1988-89, 1994-95, 1995-96, 1997-98, 1998-99, 2001-02                                              |
| Club Atlètic de Madrid          | 5      | 4         | 9      | 1968-69, 1969-70, 1970-71, 1973-74, 1974-75                                                                | 1971-72, 1972-73, 1975-76, 1976-77                                                                         |
| Club Esportiu Hispano Francès   | 3      | 1         | 4      | 1966-67, 1967-68, 1972-73                                                                                  | 1968-69 |
| Club Voleibol Pòrtol            | 3      | 1         | 4      | 2005-06, 2006-07, 2007-08                                                                                  | 2004-05 |
| Picadero Jockey Club            | 2      | 2         | 4      | 1964-65, 1965-66                                                                                           | 1967-68, 1969-70                                                                                           |
| Club Deportivo San José         | 2      | 2         | 4      | 1994-95, 1995-96                                                                                           | 1991-92, 1996-97                                                                                           |
| Club Voleibol Guaguas           | 2      | 0         | 1      | 2020-21, 2022-23                                                                                           | ― |
| Club Deportivo Numancia         | 1      | 4         | 5      | 1998-99 | 1999-00, 2000-01, 2003-04, 2005-06                                                                         |
| Club Voleibol Salesianos Atocha | 1      | 1         | 2      | 1984-85 | 1986-87 |
| Club Voleibol Palma             | 1      | 0         | 1      | 2016-17 | ― |
| Club Voleibol Sant Cugat        | 0      | 3         | 3      | ― | 1977-78, 1978-79, 1979-80                                                                                  |
| Club Voleibol Sanitas           | 0      | 3         | 3      | ― | 1983-84, 1984-85, 1985-86                                                                                  |
| ACE Bombers                     | 0      | 1         | 1      | ― | 1989-90 |
| Club Ferroviarios Langreo       | 0      | 1         | 1      | ― | 1965-66 |
| Universitat Laboral Tarragona   | 0      | 1         | 1      | ― | 1966-67 |
| Club Voleibol Andorra           | 0      | 1         | 1      | ― | 1991-92 |
| Tenerife Sur Voleibol           | 0      | 1         | 1      | ― | 2002-03 |
| Melilla Sport Capital           | 0      | 1         | 1      | ― | 2021-22 |
| Río Duero Soria                 | 0      | 1         | 1      | ― | 2022-23 |